# Ihtiman (huyện)
Ihtiman là một huyện thuộc tỉnh Sofia, Bungaria. Dân số thời điểm năm 2001 là 19304 người.